# Chlodwig III.
Chlodwig III. (* um 677; † Ende 694) aus dem Geschlecht der Merowinger (in Frankreich auch unter dem Namen Chlodwig IV., da Chlodwig von Austrasien dort als der Dritte gezählt wird) war der Sohn des Theuderich III. und der Chrodechild und Frankenkönig von 691 bis 694.
Bei Übernahme der Herrschaft war Chlodwig noch unmündig, seine Mutter Chrodechilde übernahm die Vormundschaft. Dies war in früheren Zeiten zwar üblich gewesen bei noch minderjährigen Herrschern, zu diesem späten Zeitpunkt aber eher ungewöhnlich, da ansonsten die jeweiligen Hausmeier die Vormundschaft übernahmen. Einige erhaltene Beurkundungen mit den Siegeln des Königs und seiner Mutter bestätigen aber diese Regelung. Die Regentschaft Chrodechildes endete mit ihrem Tod am 5. Juni 692. Eigentlicher Herrscher war aber, wie bei den anderen Schattenkönigen der späten Merowingerdynastie auch, der Hausmeier Pippin der Mittlere. Politische Entscheidungen des jungen Königs sind aus seiner kurzen Regierungszeit nicht bekannt. Begraben wurde er in Saint-Denis. Als König folgte Childebert III.